# União Esporte Clube
El União Esporte Clube, también conocido como União Rondonópolis, es un equipo de fútbol de Brasil que juega en el Campeonato Matogrossense, la primera división del estado de Mato Grosso; y el Campeonato Brasileño de Serie D, la cuarta división del país.
Es uno de los equipos con mayor afición del estado de Mato Grosso. Desde su fundación ha disputado todas las ediciones del Campeonato Matogrossense, sin retirarse ni descender de categoría.

## Historia
Fue fundado el 6 de junio de 1973 en la ciudad de Rondonópolis del estado de Mato Grosso formado tras la fusión de cuatro equipos locales: Santos, Paraibana, Comercial y Olaira, y el nombre es por la unión de los equipos de Rondonópolis.
Es el primer equipo de fútbol profesional en Rondonópolis, en 1980 participó por primera vez en el Campeonato Brasileño de Serie B, además de los años de 1981, 1984, 1985 y 1989.
En 1990 hizo su debut en el Campeonato Brasileño de Serie C, además de los años de 1995, 1997, 2000, 2001, 2002 y 2004.
En 1991 hizo su debut en la Copa de Brasil, siendo eliminado en primera ronda por Goiás.
En la Copa de Brasil 2009, venció en el partido de ida de la primera ronda al Internacional de Porto Alegre, aunque fue eliminado en el partido de vuelta.
El 28 de abril de 2010 el club gana el título del Campeonato Matogrossense por primera vez, tras haber sido subcampeones nueve veces en el pasado.
Ha participado en las ediciones de 2017, 2019, 2020, 2021 y 2023 del Campeonato Brasileño de Serie D; siendo su mejor actuación la de 2021, cuando la alcanzó la tercera ronda, quedándose a dos rondas de poder ascender a la Serie C.

## Rivalidades
El principal rival del club es el SE Vila Aurora, a quien enfrenta en el llamado Clásico de Unigrao.

## Palmarés
- Campeonato Matogrossense: 1

2010
- Copa FMF: 1

2017, 2021
- Torneo Incentivo: 3

1975, 1976, 1979

## Jugadores

### Jugadores destacados
- Rodrigo Modesto da Silva Moledo